# Слепа шанса (филм)
Слепа шанса (пољ. Przypadek) је пољски филм који је написао и режирао Кшиштоф Кишловски са Богуславом Линдом у главној улози. Филм представља три одвојене приче, испричане узастопно, о човеку који трчи за возом и како би тако обичан инцидент могао да утиче на остатак његовог живота. Првобитно завршен 1981. године, Слепа шанса је била потиснута од стране пољске власти неколико година све док није одложено пуштање у Пољској 10. јануара 1987. у цензурисаном облику.
Филм је приказан у секцији Un Certain Regard на Филмском фестивалу у Кану 1987. Филм је међу 21 дигитално рестаурираним класичним пољским филмовима изабраним за Martin Scorsese Presents: Masterpieces of Polish Cinema.

## Радња
Филм представља три верзије живота главног јунака, Витека Длугоша, који се мења у зависности од случајности и различитих судбина које производи. Витек Длугош је рођен у Познању у јуну 1956. Његова мајка и брат близанац умрли су на порођају. Његов отац учествује на протестима у Познању исте године. Њих двоје се селе у Лоџ , где Витек почиње студије медицине. Током пете године, отац главног јунака умире, што му даје импулс да напусти студије и оде у Варшаву да обнови свој живот. Одавде нам се приказују три верзије Витековог живота, у зависности од тога да ли младић пропусти или иде возом. У првој верзији протагониста у последњем тренутку улази у воз, где упознаје старог члана Комунистичке партије Вернера. Активиста подстиче Витека да се придружи странци. Политика преузима потпуну контролу над његовим животом да би га на крају разочарала. У другој верзији, протагониста не само да пропушта воз, већ и завршава ухапшен, јер се туче са чуваром станице. Витек осуђен на служење Заједници, упознаје младића, који ће му омогућити да ступи у контакт са члановима политичке опозиције ( Солидарност). Трећом приликом, протагониста поново пропушта воз, што му даје прилику да упозна свог другара са студија. У овој верзији редитељ напушта политичку и верску тему. Главни јунак се жени и завршава студије да би живео опуштено са својом вољеном. Све верзије се завршавају на аеродрому у Варшави, Окецје, одакле Витек путује у иностранство. У првој и другој ситуацији, ударци 1980. године осујећују одлазак авиона, док у трећој Витек улази у авион који експлодира одмах након полетања...

## Улоге
- Богуслав Линда као Витек
- Тадеуш Ломнички као 1. Вернер
- Збигњев Запасјевич као 1. Адам
- Богуслава Павелец као 1. Чушка
- Маржена Трибала као 2. Верка
- Јацек Борковски као 2. Марек
- Јацек Сас-Ухриновски као 2. Дањел
- Адам Ференси као 2. Ксиадз
- Моника Гозџик као 3. Олга
- Зигмунт Хубнер као 3. Дзјекан
- Ирена Бирска као 3. Циотка [4]
- Јерзи Стухр као 1. активиста ЗСМП
- Јерзи Моес као 1. СБ официр

## Критика
Као пример укрштања ликова са историјом, Кицкасола истиче да Витек, који има исти датум рођења (иако не и годину) као Кишловски (27. јун 1941), „размишља о иронији свог датума рођења 1956. године“. Године 1981, Кишловски је најавио да планира да развије реалистичку конвенцију као „дубљу, а не ширу”. Са Слепом шансом, Кишловски је „делимично спровео своју нову филозофију у праксу“, али се овај филм „и даље у великој мери ослања на политичке околности пољског друштва да би поставио тему“. Пол Коутс описује овај филм „као спајање скоро психоаналитичке 'западне' преокупације последицама смрти оца... са типичном 'источноевропском' невољношћу да се одрекне хуманизма позивајући се на такве психоаналитичке сценарије као што су едиповски."  На веб локацији агрегатора рецензија Rotten Tomatoes, Слепа шанса има оцену одобравања од 73% на основу 11 рецензија, са просечном оценом 7,00/10.
Редитељка Агњешка Холанд високо је похвалила филм у интервјуу за кућни видео из колекције Criterion Collection, рекла је „ Слепа шанса је заиста један од најбољих Кишловскиових филмова, можда чак и најбољи и најоригиналнији“.

## Утицаји
У својим интервјуима на ДВД-у (и регион 1 и 2), Агњешка Холанд и филмска научница Анет Инсдорф идентификују клизна врата као филм под утицајем Слепе шансе. У оба филма, исход зависи од тога да ли протагониста ухвати воз или не, али у клизним вратима представљена су само два сценарија (протагониста хвата воз, не ухвати га). Холланд је рекла „... број филмова је једноставно украо концепт... осредњи филм... под називом Клизна врата . . . . Узели су концепт и изобличили га тамо где је нестала сва филозофска дубина и стилска суптилност.“ 
Трчи Лола, трчи не укључује возове, али је сличан Слепој шанси по томе што су представљена три сценарија који зависе од тога како протагониста преговара о лудом трчању кроз препун простор. У Слепој шанси исход живота главног јунака зависи од тога како ће се носити са ситуацијом са пивцем. У Трчи Лола, трчи, Лола није имала избора. Њен живот зависи од спољних фактора. Њен живот се мења јер је на истом месту, али неколико секунди касније, и тако или трчи под ауто или може само да га избегне. У Слепој шанси, околности доводе до тога да Витек има другачији карактер у свакој радњи, што је одјекнуло у Трчи Лола, трчи фотографским монтажама људи које Лола пролази успут. Прво је Витек комуниста, затим религиозни антикомуниста, а на крају је аполитичан.

## Награде
- 1987. Награда Сребрног лава на пољском филмском фестивалу: Кшиштоф Кишловски
- Награда за најбољег глумца на пољском филмском фестивалу 1987: Богуслав Линда